# 페르가몬 왕국
페르가몬 왕국 또는 아탈로스 왕조는 알렉산드로스 대왕의 장군중 한명이였던 리시마코스의 사망 이후에 페르가몬을 지배했던 헬레니즘 왕조이다. 페르가문 왕국은 리시마코스의 제국이 붕괴된 이후에 생겨난 잔존국였다. 리시마코스의 관료 중 하나였던 필레타이로스가 기원전 282년에 페르가몬의 통치권을 차지했다. 이후에 에우메네스 1세는 그의 아버지의 유래에 따라, 도시에서 왕국으로 확장시켰다. 아탈로스 1세는 갈라티아인들을 상대로 승리를 거둔후, 기원전 230년대에 스스로를 왕으로 선언하였다. 아탈리드 왕조는 아탈로스 3세까지 페르가몬을 통치했으며, 왕위 계승의 위험을 피하기 위해 유언에 따라 기원전 133년에 로마 공화국에 귀속되었다.
페르가몬 대제단의 내부에는 헤라클레스의 아들이자 아탈로스 왕조 통치시기와 관련되어 올림피아인들의 후손이라는 주장에 활용됐던 텔레포스의 삶이 묘사된 프리즈가 있다.

## 페르가몬의 역대 왕
- 필레타이로스 (기원전 282년 –기원전 263년 )
- 에우메네스 1세 (기원전 263년 –기원전 241년 )
- 아탈로스 1세 (기원전 241년 –기원전 197년 )
- 에우메네스 2세 (기원전 197년 –기원전 159년 )
- 아탈로스 2세 (기원전 160년 –기원전 138년 )
- 아탈로스 3세 (기원전 138년 –기원전 133년 )
- 에우메네스 3세 (왕위 주장자, 기원전 133년 –기원전 129년 )